# Red Flag exercise

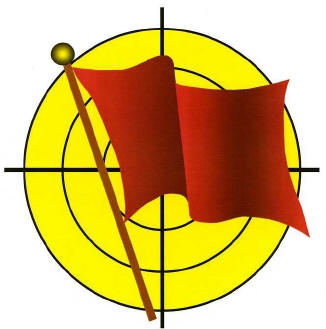
Logo ćwiczeń Red Flag

Red Flag exercise – zaawansowane ćwiczenia amerykańskich sił powietrznych kilkanaście razy w roku odbywające się na poligonach w Nevadzie oraz na Alasce. W ćwiczeniach mogą również uczestniczyć siły powietrzne innych państw NATO lub innych sojuszników Stanów Zjednoczonych. Ćwiczenia mają na celu zwiększanie możliwości bojowych sił powietrznych w warunkach poligonowych, odwzorowujących jak najbardziej realistycznie warunki współczesnego pola bitwy.

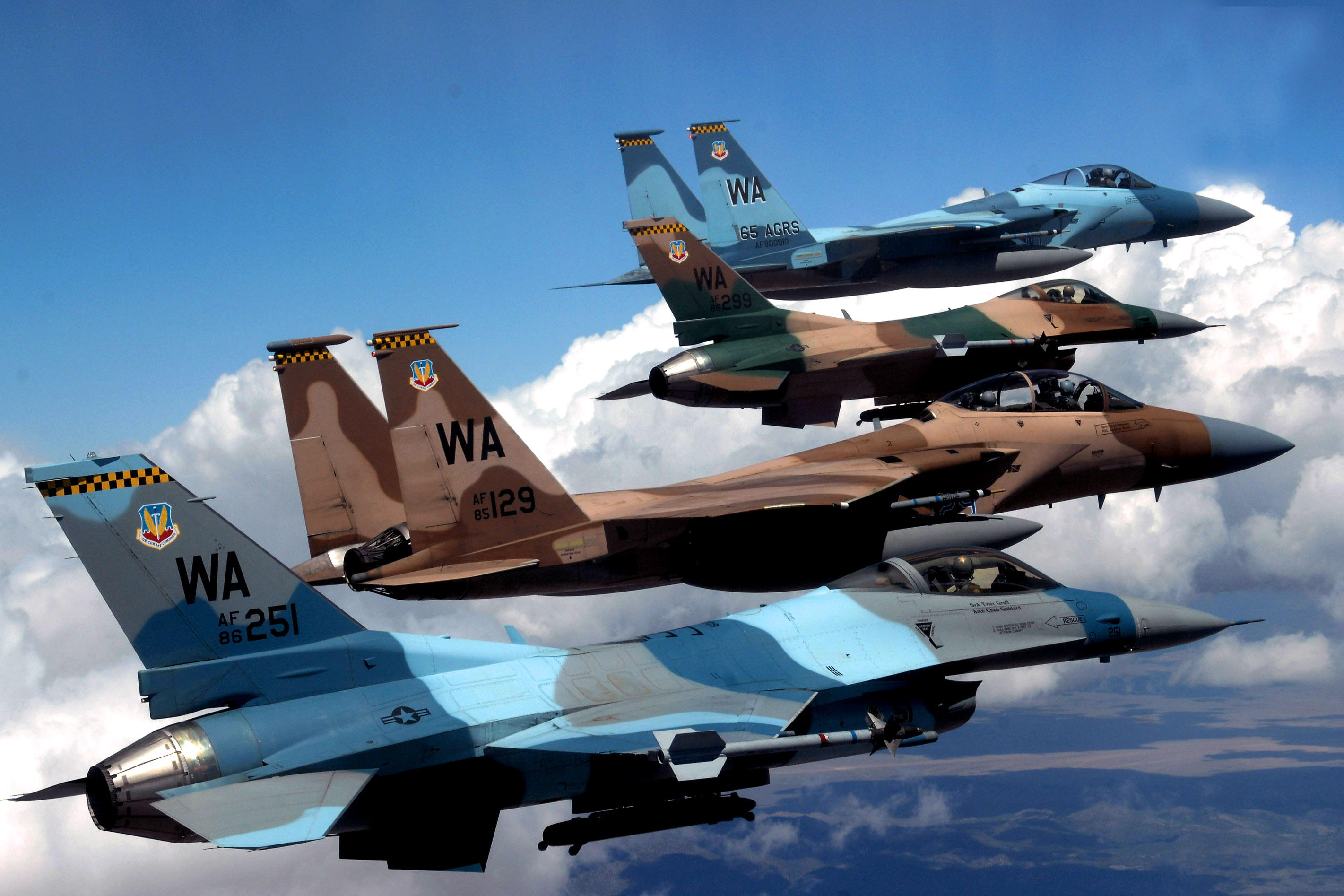
F-16 i F-15 należące do 64 i 65 Dywizjonu Agresorów

## Historia
W 1975 roku powstał raport znany jako Red Baron (Czerwony Baron), podsumowujący działalność sił powietrznych podczas wojny w Wietnamie. Z wniosków, jakie zawarto w raporcie, wynikało, że szanse przeżycia pilota bojowego znacznie wzrastają po odbyciu 10 lotów bojowych. 80% strat amerykańskich miało miejsce przed ukończeniem dziesiątego lotu bojowego. Ówczesne metody szkolenia pilotów nie przewidywały ćwiczeń w zakresie walk manewrowych, filozofia walki w powietrzu zakładała zniszczenia przeciwnika z dużej odległości, bez obserwacji wzrokowej celu (Beyond Visual Range) przy użyciu rakiet powietrze–powietrze. Doświadczenia wojny w Wietnamie pokazały również siłę nowoczesnej obrony przeciwlotniczej wyposażonej w rakiety ziemia–powietrze, gdzie północnowietnamskie rakiety skutecznie zwalczały amerykańskie samoloty. Suma tych doświadczeń zmusiła siły powietrzne do zmiany metod szkolenia swoich pilotów. Z nowym pomysłem na unowocześnienie i osiągnięcie większej skuteczności w szkoleniu wystąpił pułkownik Richard "Moody" Suter, który zdołał przekonać ówczesnego dowódcę lotnictwa taktycznego (Tactical Air Command) generała Roberta J. Dixona do zorganizowania na terenie bazy Nellis jak najbardziej realistycznych ćwiczeń odwzorowujących warunki bojowe, z jakimi mogą spotkać się piloci myśliwscy. Pierwsze ćwiczenia odbyły się w listopadzie 1975 roku. W bazie Nellis sformowano 64. dywizjon agresorów (64th Tactical Fighter Training Squadron), a następnie 65th TFTS. Piloci tych jednostek, latając na początku na samolotach Northrop T-38 Talon, a następnie na F-5E i F-5F, symulowali działania radzieckiego lotnictwa używającego samolotów MiG-21. W toku doskonalenia metod szkolenia stworzono ćwiczenia nieograniczające się tylko do walk powietrznych, ale symulujące lądowo powietrzne pole walki z obroną przeciwlotniczą i wrogimi samolotami. Obecnie siły mające symulować potencjalnych przeciwników zgrupowane są w 414 Bojowym Dyzwizjonie Szkoleniowym (414th Combat Training Squadron) z 57 Skrzydła (57th Wing), latającym na samolotach General Dynamics F-16 Fighting Falcon.

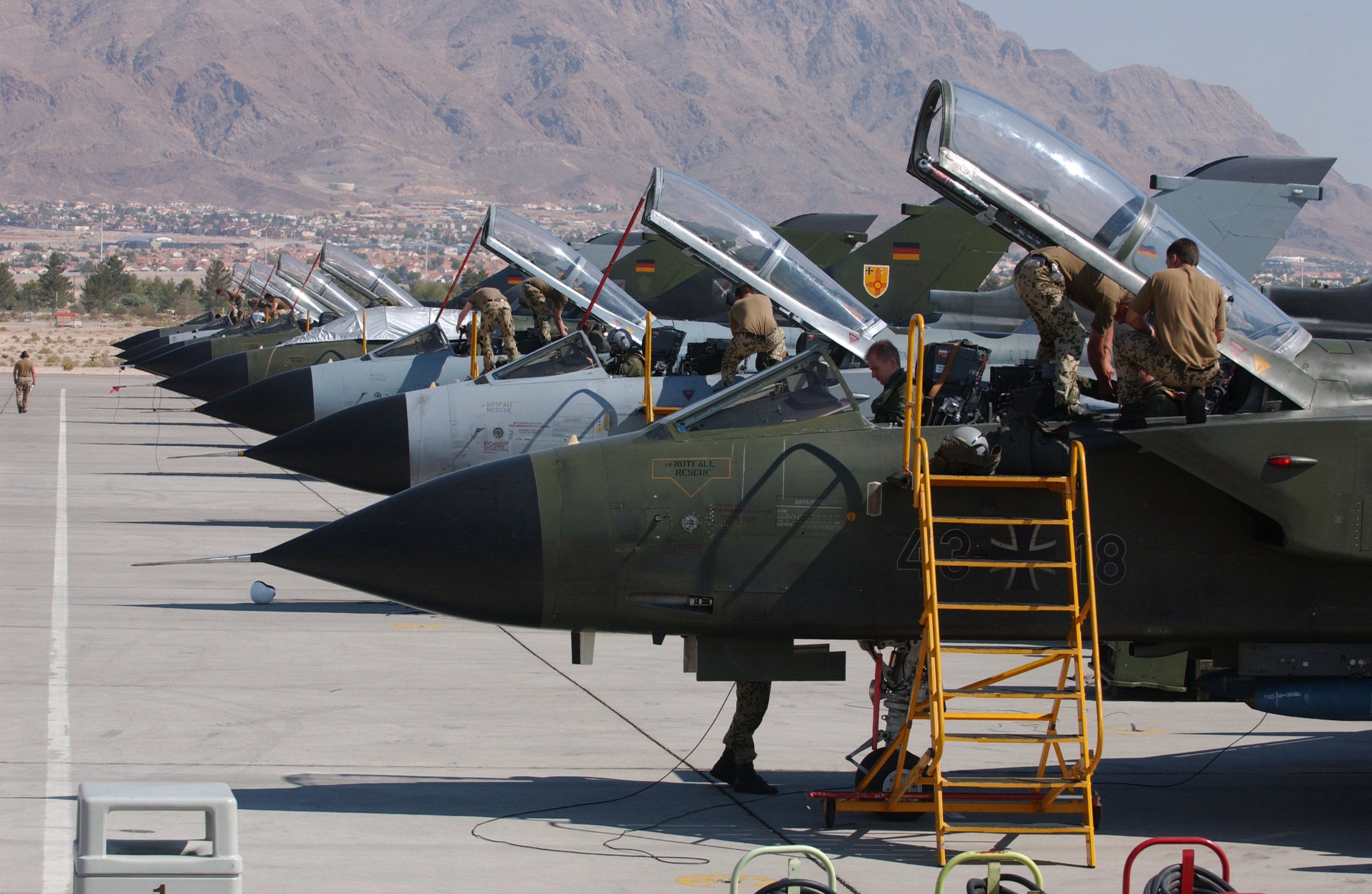
Niemieckie Tornado uczestniczące w ćwiczeniach Red Flag w 2007 roku

## Ćwiczenia

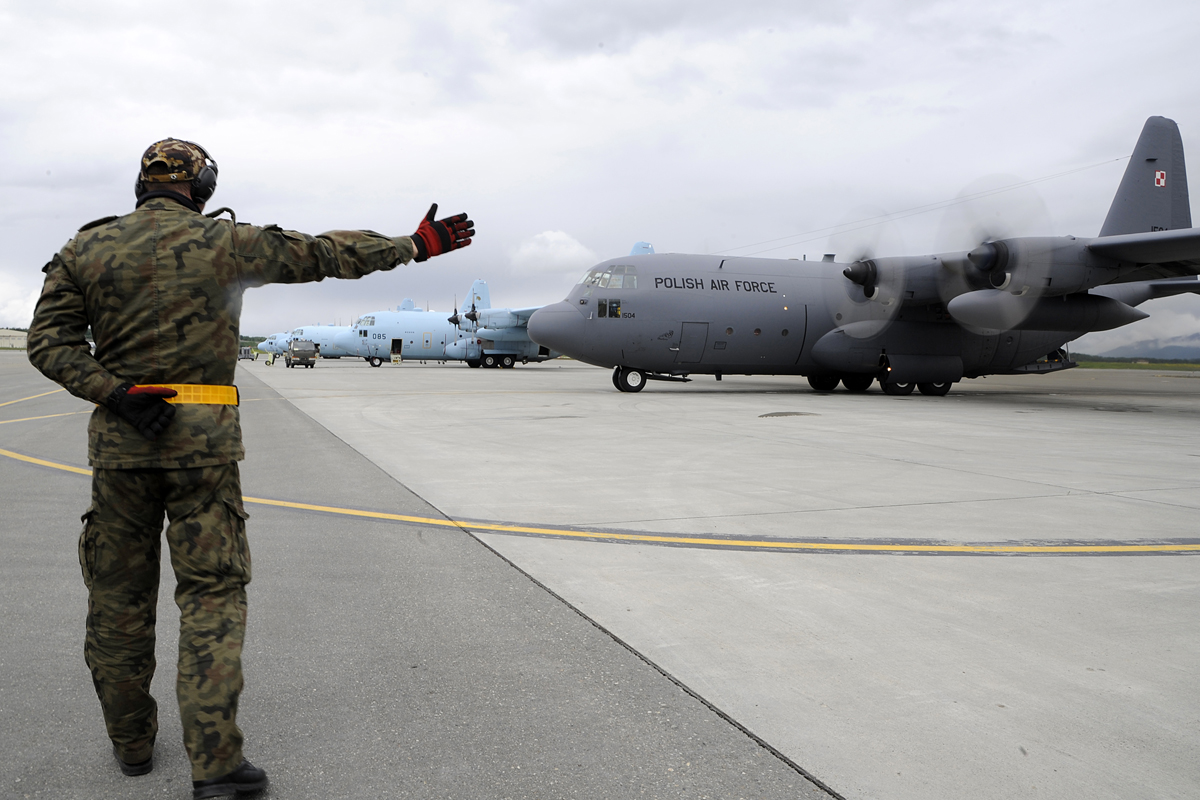
Polski Hercules podczas ćwiczeń Red Flag w 2012 roku w bazie Joint Base Elmendorf-Richardson

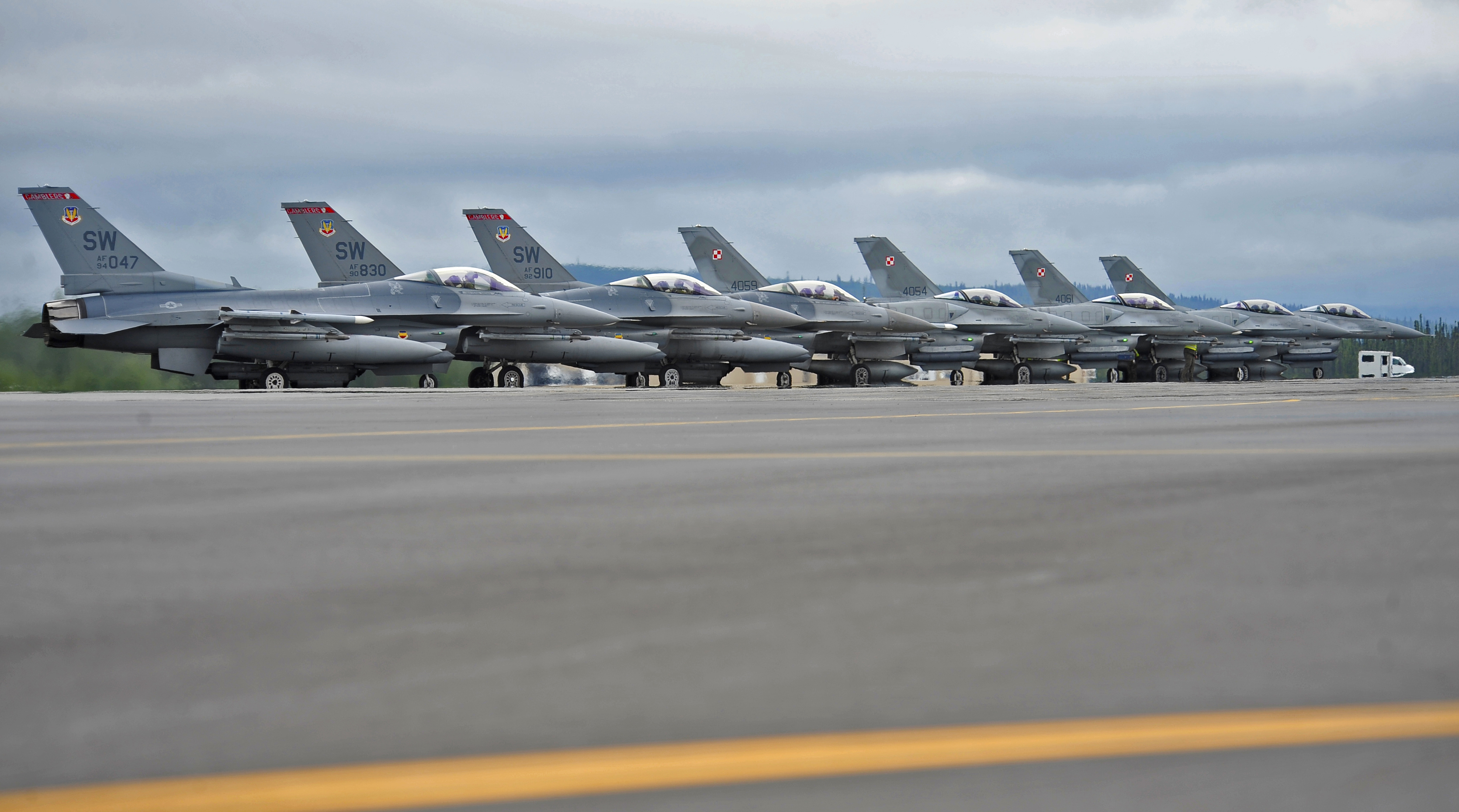
Polskie i amerykańskie F-16 na płycie lotniska w Eielson Air Force Base podczas ćwiczeń Red Flag w 2012 roku

Ćwiczenia noszące w US Air Force oficjalną nazwę Red Flag – Nellis, uważane są przez pilotów za najważniejsze ćwiczenia w szeroko rozumianych walkach powietrznych na świecie. Każdego roku przeprowadzanych jest 10 do 12 ćwiczeń Red Flag w pobliżu bazy Nellis niedaleko Las Vegas, druga zaś seria – często w bardzo trudnych warunkach pogodowych – odbywa się z bazy Eielson na Alasce. Obie serie ćwiczeń trwają trzy tygodnie jednorazowo, i typowo bierze w nich udział około 75 samolotów  oraz 2300 uczestników z różnych rodzajów amerykańskich i sojuszniczych sił zbrojnych, którzy prowadzą wspólne operacje powietrzne najróżniejszego typu, w warunkach możliwie jak najbardziej zbliżonych do warunków bojowych.
Ćwiczenia odbywają się nad zespołem poligonowym Nellis (Nellis Range Complex), kompleks znajduje się na pustynnym terenie na północ od bazy i obejmuje obszar wielkości połowy Szwajcarii, a znany jest pod bardziej kolokwialną nazwą jako the range. Cały obszar i wszystkie znajdujące się na nim jednostki znajdują się pod kontrolą Red Flag Measurement and Debriefing System będący systemem pomiarowo-kontrolnym, który monitoruje ruch wszystkich samolotów znajdujących się w powietrzu. Rejestrowane są ich parametry lotu, ich wysokość, pozycja, prędkość, a na odprawie po ćwiczeniach dane te są analizowane. Dodatkowo obszar działań zabezpieczany jest przez krążący w pobliżu samolot Boeing E-3 Sentry AWACS.
Na ziemi rozmieszczone są stanowiska radzieckich rakiet przeciwlotniczych S-75, S-125, 2K12 Kub, Strzała-2, 9K33 Osa, przeciwlotniczych zestawów artyleryjskich ZSU-23-4, ZSU-57-2, stanowiska radarowe i stanowiska emisji zakłóceń elektronicznych emitujących sygnały w zakresie częstotliwości potencjalnych wrogów. Starty rakiet przeciwlotniczych imituje się efektami wizualnymi, np. kłębami dymu, które powstają przy wystrzale pocisku Strzała-2. Ćwiczenia trwają 6 tygodni i podzielone są na dwutygodniowe etapy. W ciągu roku może odbyć się kilka takich ćwiczeń. Poligon umożliwia latanie na bardzo małych wysokościach, teoretycznie są pewne ograniczenia, prędkość maksymalna do ok. 900 km/h, wysokość minimalna ok. 50 metrów, jednak w praktyce jedynym kryterium decydującym o tym, jak wysoko i jak szybko lecieć, jest "nie dać się zestrzelić". Podczas typowych ćwiczeń siły w nich uczestniczące podzielone są na dwa zespoły, zespół niebieski (Blue Forces) – zespół "ćwiczący" i zespół czerwony (Red Forces) – zespół "wrogów". Samoloty zespołu niebieskiego to jednostki Air Combat Command, Air Mobility Command, United States Air Forces in Europe, Pacific Air Forces, Air National Guard, Air Force Reserve Command, United States Army, United States Navy, United States Marine Corps oraz siły państw sojuszniczych. Zespół czerwony składa się z samolotów z 57 Skrzydła 57 Taktycznej Grupy Przeciwników (57th Wing's 57th Adversary Tactics Group). 57th Adversary Tactics Group w swoim składzie obok 414th Combat Training Squadron posiada również 64th Aggressor Squadron (64 Dywizjon Agresorów) wyposażony w samoloty F-16 oraz 65 Dywizjon Agresorów (65th Aggressor Squadron), ta jednostka wyposażona jest w samoloty McDonnell Douglas F-15 Eagle, które mają symulować nowsze konstrukcje samoloty typu MiG-29 i Su-27. W ramach zespołu czerwonego mogą również działać jednostki, które na co dzień nie są częścią dywizjonów agresorów, a pochodzą z innych jednostek US Air Force, marynarki i Korpusu Piechoty Morskiej. Typowe ćwiczenia składają się z części zwanej Green Flag, a będącej ćwiczeniami bliskiego wsparcia jednostek naziemnych, części Maple Flag, będącej kanadyjską wersją Red Flag, główną bazą Maple Flag jest kanadyjska baza w Cold Lake, jednak część tych ćwiczeń odbywa się w Nellis, oraz czterech klasycznych ćwiczeń Red Flag. Ćwiczenia obejmują misje rozpoznawcze, tankowanie w powietrzu, zdobywanie przewagi w powietrzu, niszczenie nieprzyjacielskich stanowisk radarowych (Wild Weasel), transport powietrzny i walki powietrzne. W ciągu roku w ćwiczeniach Red Flag uczestniczy około 5000 pilotów i 14 000 członków personelu naziemnego, w ramach ćwiczeń wykonywanych jest rocznie około 20 000 lotów, a uczestniczy w nich około pół tysiąca samolotów. 

### Udział Sił Powietrznych
W 2012 roku po raz pierwszy w ćwiczeniach Red Flag 12-2 na Alasce wzięły udział maszyny i załogi z Polski: osiem samolotów F-16C/D i pojedynczy C-130E oraz 32 pilotów, 158 mechaników z 31 Bazy Lotnictwa Taktycznego i 33 Bazy Lotnictwa Transportowego i dziesięć osób z Dowództwa Operacyjnego. Ćwiczenia odbywały się w dniach 7 - 22 czerwca. Polski Hercules wraz z pozostałymi biorącymi udział w ćwiczeniach samolotami transportowymi stacjonował w Joint Base Elmendorf-Richardson obok Anchorage, a samoloty bojowe w Eielson Air Force Base mieszczącej się obok Fairbanks. Operacja przelotu polskich sił na Alaskę była jak do tej pory największą tego typu operacją przebazowanie żołnierzy i sprzętu. Skorzystano z pomocy wynajętego samolotu An-124, niemieckiego Airbus A310 MRT i wyczarterowanego Boeinga 767. Polskie załogi miały okazje po raz pierwszy wykonywać zadania wspólnie z amerykańskimi maszynami Lockheed F-22 Raptor. W 2017 roku miało miejsce inne, historyczne wydarzenie, po raz pierwszy wspólnie ćwiczyły ze sobą samoloty trzy typy samolotów o cechach utrudnionej wykrywalności, F-22 z 95th Fighter Squadron wykonywały zadania razem z Lockheed Martin F-35A z 58th Fighter Squadron (obydwa należące do US Air Force) i Lockheed Martin F-35B z VMFA-211 należącego do lotnictwa United States Marine Corps.

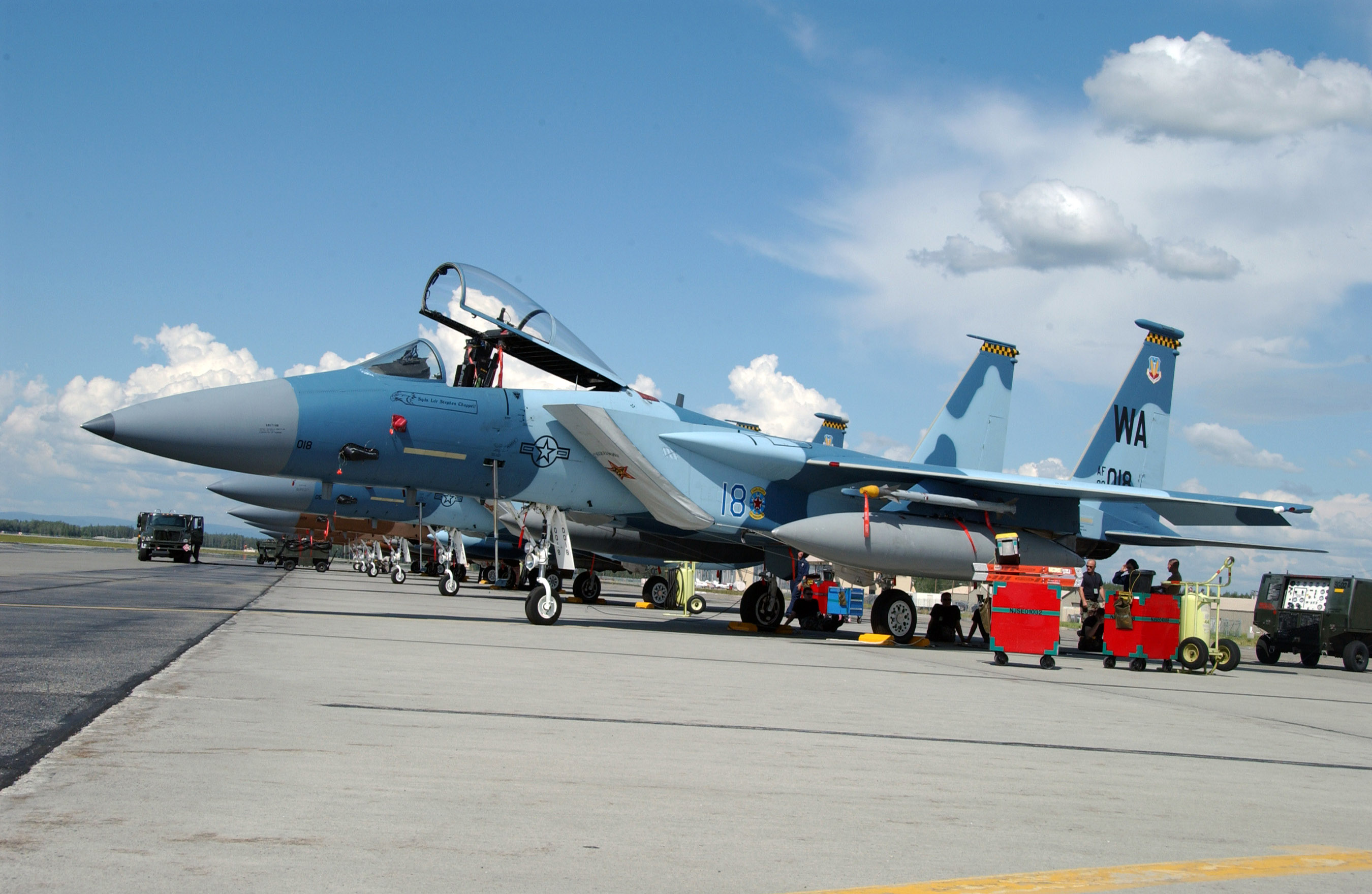
F-15 z 65 Dywizjonu Agresorów podczas ćwiczeń RED FLAG-Alaska w bazie Eielson na Alasce

## Państwa uczestniczące w ćwiczeniach Red Flag
- Stany Zjednoczone
- Australia (2006, 2009, 2010, 2011, 2012, 2013, 2014, 2016, 2017)
- Arabia Saudyjska (2008, 2010, 2012)
- Belgia (2010, 2011)
- Brazylia (1998, 2008)
- Chile (1998)
- Dania (1995, 2005)
- Egipt
- Francja (2001, 2006, 2007, 2008, 2009)
- Grecja (2008)
- Hiszpania (2001, 2007, 2008, 2016, 2017)
- Holandia (2006, 2011, 2013)
- Indie (2008, 2016)
- Izrael (2003, 2004, 2009, 2015)
- Japonia (2007, 2012)
- Jordania (2015)
- Kanada (1977, 1979, 1981, 1983, 1984, 1989, 2006, 2008)
- Kolumbia (2012)
- Korea Południowa (2008, 2012)
- Niemcy (2001, 2006, 2007, 2012)
- Norwegia (2009)
- Nowa Zelandia (2013)
- Pakistan (2010, 2016)
- Polska (2012)[2]
- Portugalia (2000)
- Singapur (2001, 2006, 2008, 2010, 2013, 2015)
- Szwecja (2006, 2008, 2013)
- Turcja (2003, 2007, 2008, 2016)
- Wenezuela (1992, 1996)
- Wielka Brytania (2001, 2004, 2006, 2007, 2009, 2010, 2011, 2012, 2013, 2014, 2015, 2016)
- Włochy (2006, 2009, 2016)
- Zjednoczone Emiraty Arabskie (2009, 2011, 2012, 2013, 2016)